# Kvinnoanstalter i Sverige

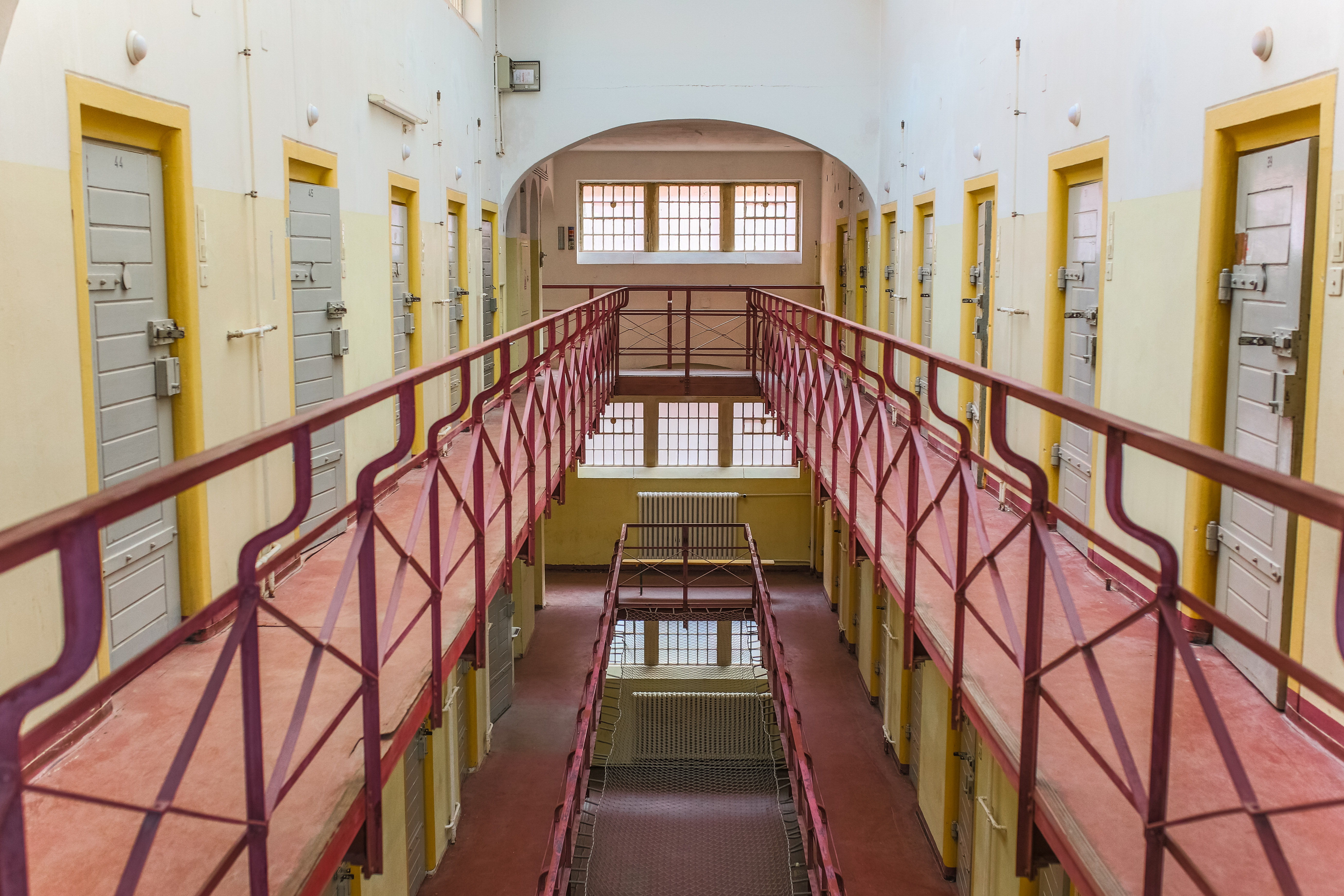
Ett tidigare kvinnofängelse i Berlin.

En kvinnoanstalt eller kvinnofängelse är ett fängelse för kvinnor. Totalt är de flesta fängslade människor män, bland annat i Sverige.
Även om den kvinnliga andelen fångar som utgörs är en minoritet, växer den dubbelt så snabbt som den manliga. I oktober 2013 fanns 303 kvinnliga intagna i Sverige, vilket utgör 5,9 % av samtliga intagna. Tidigare hade de flesta häktade kvinnorna ett långt narkotikamissbruk bakom sig och dömdes oftast för smuggling eller försäljning av narkotika. Anledningen till ökningen av kvinnliga intagna är att gängkriminaliteten ökat, samtidigt som straffen skärpts vilket gjort att kvinnoanstalterna blivit överbefolkade. Medelåldern för häktade kvinnor är fortfarande högre än hos männen, men medelåldern har sjunkit successivt och omkring 40 % är häktade för våldsbrott. Studier har påvisat att antalet kvinnor som begått brott är relativt jämnt fördelat i åldrarna 25–44 år med endast ett fåtal som var yngre än 25 eller äldre än 65 år.
Det satt 2023 omkring 300 kvinnor döma till fängelse i Sverige, varav 11 var dömda till livstid. I förhållande till andelen fängslade män var antalet intagna kvinnor mycket färre, vilket gör att andra problem uppstår. Kvinnor med olika personligheter och olika brottstyper tvingas befinna sig på samma avdelning. Problemet uppstår inte på männens anstalter eftersom männen är fler och därför har möjlighet till bättre placeringar. Av samtliga 66 034 personer med ingångshändelse som begick brott 2016 återföll 26 302 personer, eller 40 %, i brott inom tre år. Bland kvinnor återföll 28 % och bland män 43 % i brott.

## Vanligaste begångna brotten av kvinnor
| Brottstyp       | Antal utförda av kvinnor |
| --------------- | ------------------------ |
| Narkotikabrott  | 35%                      |
| Tillgreppsbrott | 17%                      |
| Våldsbrott      | 14%                      |
| Rattfylleri     | 9%                       |
| Bedrägeri       | 6%                       |

Precis som i hela inflödet av brott är narkotikabrott/smuggling av narkotika det vanligaste huvudbrottet för kvinnor när det gäller fängelseverkställigheter och skyddstillsyn. Tillgreppsbrott var under samma tidsperiod det näst vanligaste huvudbrottet bland kvinnor vid påbörjad fängelseverkställigheter och skyddstillsyn.
I det totala inflödet för verkställigheterna var istället våldsbrott det näst vanligaste huvudbrottet. Bland kvinnor vid påbörjad villkorlig dom med samhällstjänst/IÖV var rattfylleri fortsatt det vanligaste brottet, vilket det också var inom IÖV, medan våldsbrott var det vanligaste inom det totala inflödet av dömda till villkorlig dom med samhällstjänst.

## Historia

### 1700-talet
Fängelsestraffet infördes i Sverige under 1700-talet som ett alternativ till det tidigare kroppsstraffet. I början av 1700-talet etablerades en anstalt för tvångsarbete för både kvinnor och män. Eftersom det var olagligt att vara både boendelös och arbetslös kunde en sådan person bli anklagad för lösdriveri. Som lösning på detta skapade staten i Stockholm arbetsinrättningar, vilket var en typ av fängelse där lösdrivaren kunde bo och arbeta. De kvinnliga intagna bodde i ett spinnhus och tillbringade dagarna med att spinna garn. År 1825 flyttade dessa kvinnor till kvinnofängelset på Norrmalm.

### 1800-talet
Generellt sett befolkades anstalterna under 1800-talet med kvinnor från samhällets lägre klasser, där deras bakgrund oftast var präglad av lidande och fattigdom. De pågående ekonomiska svårigheterna gjorde att de flesta brotten var stöldbrott. Fängelsestraff gavs för kvinnorna om de skulle straffas i två år eller mer. För fängelsestraff fanns under 1800-talet tre fängelser upprättade speciellt för kvinnor – i Göteborg, Norrköping samt på Norrmalm i Stockholm. Norrmalmsfängelset sågs under 1800-talet som en mer modern anstalt, eftersom de utdömda frihetsstraffen utfördes där. Fängelserna hade tidigare fungerat som en förvaringsplats för de människor som begått brott, där de genomgick en granskning innan det riktiga straffet i form av skam-, kropps- och dödsstraff verkställdes. De vanligaste brotten bland kvinnorna under 1800-talet var barnamord, fosterfördrivning, äktenskapsbrott och hor. Kvinnornas brottsliga andel steg till en femtedel av de samtliga brotten, men senare kom de att sänkas i samband med avkriminaliseringen av äktenskapsbrott, hor och med nya, mer liberala abortlagar minskades även fosterfördrivningsbrotten. Historiskt sett har andelen brott utförda av kvinnor alltid varit lägre än de utförda av män.
Det moderna fängelsets födelse anses vara kring sekelskiftet 1800. Under perioden växte två nya amerikanska fängelsetyper fram – Philadelphiasystemet och auburnsystemet – vilka spreds över världen. Auburnsystemt var ett verkställande av straff från 1820-talet som i Sverige upphörde i slutet av 1800-talet, eftersom systemet ansågs alltför inhumant. Fångarna arbetade under dagarna i tystnad och sov i enskildhet i sina celler under natten. Istället för fönster fanns galleröppningar i dörren och i fönstret mot korridoren utanför. I Sverige byggdes cirka 50 Philadelphiafängelser fram till omkring år 1850. I dessa fängelser blandades både män och kvinnor, eftersom fångarna alltid skulle hållas isolerade från varandra och befinna sig i cellerna största delen av dagen. Utanför cellen skulle fången endast befinna sig under sin dagliga promenad. Under promenaden fick den häktade gå runt i en triangelformad gård i sin ensamhet. På väg till gården var den häktade tvungen att bära en mask för att inte bli igenkänd av andra fångar. Trots isoleringen hade fångarna ofta en kommunikation genom insmugglade meddelanden och knackningar.
Vid kronohäkten och länsfängelser inriktade på fångar med kortare straff, mindre än 2 år, satt både män och kvinnor isolerade. På centralfängelset isolerades däremot endast männen under de första åren för att senare kunna vistas gemensamt med andra fångar. På kvinnofängelserna förekom dock inte isolering, eftersom motsvarande fängelser för kvinnor inte hade några celler överhuvudtaget. Cellsystemet kom att tillämpas senare för kvinnofängelserna än vad det gjorde i anstalterna för män. På Norrmalms kvinnofängelse sov fångarna under 1800-talet i en sovsal istället för i isolerade ensamceller. I salarna var det förbjudet för de intagna kvinnorna att prata med varandra. Talförbudet kringicks dock ofta med hjälp av tecken. Arbetsdagarna för de kvinnliga fångarna bestod av stickning, spinning och sömnad.

### 1900-talet
År 1997 utförde Sveriges kriminalvårdsstyrelse en undersökning om kvinnor i fängelse. Resultatet av studien blev att det dittillsvarande fängelsesättet, där kvinnorna var tillsammans med männen, skulle ersättas med enskilda kvinnoanstalter. Sedan 1999 fanns det fem kvinnoanstalter i Sverige – se vidare Kvinnoanstalter i Sverige.
År 1990 ratificerade Sverige FN:s konvention om Barns rättigheter från 1989, och år 1997 fick den dåvarande kriminalvården och Socialstyrelsen i uppdrag att se över villkoren för de barn som hade frihetsberövade föräldrar. 1990 genomfördes föräldrautbildningar på en del manliga anstalter och på samtliga kvinnliga anstalter. Den lagändring som infördes 2003 medförde att alla anställda inom kriminalvården blev anmälningsskyldiga, och ett år senare blev även barnperspektivet en del av kriminalvårdens grundutbildning. År 2005 beslutade generalsekreteraren att alla enheter ska ha ett egna barnansvariga, så kallade barnombud. Barnombudet har i syfte att stödja och utbilda personalen på anstalten utifrån barnperspektivet. Målet är att skapa en förståelse hos personalen om hur det är för barnen att ha en förälder i fängelse, samt att se till att det finns lämpliga besöksutrymmen för barnen och deras frihetsberövade föräldrar att träffas i.

### 2000-talet
Under senare delen av 1900-talet började allt fler kvinnor dömas för brott, och andelen kvinnor av den totala mängden dömda steg. Det finns enligt kriminalvården omkring 260 kvinnliga interner i Sveriges kvinnofängelser och kvinnoavdelningar. Av de 58 anstalterna i Sverige är sex anstalter för kvinnor.

## Barn med sina mödrar i fängelse
Enligt svensk lag får små barn/spädbarn bo med sina föräldrar på anstalter och häkten under sina första levnadsår. Detta är utifrån att föräldern kan ta hand om barnet samt att kriminalvården fastställt miljön som barnvänlig. Om en kvinna är/blir gravid och ska föda i häktet eller är i en pågående verkställningsprocess i anstalten ska hon alltid förses med nödvändig mödravård samt en kontakt med socialtjänsten i hemkommunen eller där anstalten befinner sig.
Om den häktade mannen eller kvinnan har barn sedan tidigare kan önskemål om att barnet ska få bo med sin anhållna förälder föreslås. I det fallet krävs att ärendet mellan kriminalvården och socialtjänsten överläggs skyndsamt för att utreda om det är bäst för barnet att bo på anstalten eller huruvida socialtjänsten ska ta över ärendet. I beslutet överläggs säkerheten på anstalten och om lugnare, mer barnvänliga miljöer finns. Socialtjänsten utreder huruvida föräldern är lämplig att ansvara för barnet men också kompetensen kring barn bland personalen på fängelset. Efter en lagändring 2010 får både manliga och kvinnliga intagna ha med sig barn, något som tidigare endast var möjligt för kvinnor. Fortfarande är det mycket ovanligt att barn bor på en anstalt. Under åren 2007–2011 var 69 barn i åldern 0-2 år gamla bosatta med sin förälder i fängelse. Perioden var i genomsnitt 3–5 månader, och trots lagändringen 2010 var gemensamt för barnen att alla bodde tillsammans med sina mammor.

## Könsuppdelningens syfte
Enligt svensk lagstiftning får inte kvinnor och män sitta på samma anstalter, och därför finns det särskilda kvinnoanstalter för endast kvinnliga intagna. Anledningen till uppdelningen är många, där risken för att kvinnor ska bli utsatta av män är en mycket stor anledning, samt att många kvinnor varit brottsoffer under sitt utövande av brott.
Dömda män och kvinnor har i regel olika beteenden, där män tenderar att fungera bättre i grupp medan kvinnor fungerar bättre individuellt, samtidigt som kvinnor oftast mår psykiskt sämre än män. Det finns ett stort socialt samspel med de intagnas familj, vilket tenderar att påverka kvinnorna mer än männen. Många av de kvinnor som avtjänar straff har minderåriga barn som de har vården över. Att lämna barnen kan väcka mycket oro och skuldkänslor eftersom de känner sig otillräckliga som mödrar, något som oftast inte förekommer för männen. Enligt en studie har kvinnor en högre förekomst av medicinska, psykiatriska och missbruksrelaterade sjukdomar än männen, vilket gör att olika behandlingar krävs. Det sämre psykiska måendet för kvinnor gäller specifikt depression, missbruk, personlighetssyndrom och neuropsykiatriska funktionsnedsättningar. Kvinnoanstalterna i Sverige fann att de häktade kvinnorna hade betydligt fler förekommande fall av psykisk ohälsa och missbruk än normalpopulationen. Vanligt var att kvinnorna uppfyllde en 30 % högre suicidrisk och pågående depression 22 %. 16 % hade upplevt någon form av psykotisk episod, där 64 % var drogutlösta.
De två vanligaste faktorerna som avgör brottsbenägenheten är kön och ålder. Ungefär 50 % av alla misstänkta kvinnor är under 30 år, något som också gäller för männen. Utöver detta skiljer brottsbenägenheten åldersmässigt sig mycket åt bland män och kvinnor. Medan kvinnorna har en kontinuerlig nedgång efter åldrarna 15–17 år har männen fortfarande en stor frekvens i åldrarna 18–20 år. Vid en jämförelse mellan mäns och kvinnors brott i 60-årsåldern visas att dessa kvinnor står för dubbelt så hög andel av brottslighet jämfört med männens brottslighet i motsvarande ålder.

## Sexuella övergrepp i fängelserna
Sexuella övergrepp i fängelser är mycket svårt att mäta eftersom de oftast inte rapporteras. Övergrepp av personal på interner är oftast inte värt att rapportera för internerna. Detta kan bero på att övergreppen oftast behandlas administrativt som trakasserier, eller för att kvinnorna är rädda att de inte ska bli trodda av utredarna. Ytterligare en anledning är att det kan bero på en tystnadskod på anstalten, både för personal och interner.
Studier har visat att många av internerna upplevt att personalen på fängelserna inkräktat på privatlivet. Nästan alla alla interner har någon gång upplevt att den manliga personalen (och den kvinnliga) sett dem i en avklädd situation.

## Sysselsättning
Klienter på anstalterna har en skyldighet att delta i en sysselsättning under tiden som de verkställer sin påföljd, med undantag för pensionärer. Bland kvinnliga interner fokuseras majoriteten av tiden på arbete respektive annan strukturerad verksamhet. Arbetsdrift är den vanligast sysselsättningen totalt sett bland både manliga och kvinnliga interner, medan annan strukturerad verksamhet är vanligare på kvinnoanstalter.
Eftersom kvinnoanstalterna är relativt mycket mindre än anstalterna för män finns det begränsningar angående vilken typ av sysselsättning som kan erbjudas. Det finns exempelvis inget behov av service på dessa anstalter, vilket gör att möjligheten för denna typ av sysselsättning är mycket liten. Annan strukturerad verksamhet kan i högre grad anpassas till lokalen.

## Säkerhetsklasserna
Svenska fängelser delas upp i tre säkerhetsklasser, där säkerhetsklass 1 är den högsta och 3 den lägsta. Den anhållne bedöms individuellt utefter dess förmåga att motstå rymningar och fritagningsförsök och delas därefter in i säkerhetsklasserna. Anstalterna med den högsta säkerhetsklassen utrustas för att kunna ta emot de mest riskfyllda fångarna, medan anstalterna med lägst säkerhetsklass är mer öppnare och oftast inte har något skalskydd. I svenska kvinnofängelser är säkerhetsklass 2 den högsta säkerhetsklassen, då den högsta säkerhetsklassen inte finns på dessa anstalter.

## Avskildhetsåtgärder
Beslut om avskildhet från resten av internerna kan ske om det är nödvändigt av ordnings- eller säkerhetsskäl. Intagna kan också få återfärden vid misskötsamhet, vid kroppsbesiktning eller på egen begäran. Skälen till beslut om avskildhet ser annorlunda ut för kvinnor jämfört med den totala mängden av klienter på en anstalt. Totalt sett är det dubbelt så många interner vars vanligaste anledning till avskildhet är ordnings- och säkerhetsskäl, men detta gäller främst manliga interner. För kvinnorna var istället den vanligaste anledningen risk för säkerhet till liv eller hälsa, eller för allvarlig skadegörelse.

## Kvinnoanstalter i Sverige
| Anläggning  | Kvinnoanstaltens öppningsår | Antalet platser 2024 | Säkerhetsklass |
| ----------- | --------------------------- | -------------------- | -------------- |
| Hinseberg   | 1956                        | 110                  | 2              |
| Ystad       | 1985                        | 76                   | 2              |
| Färingsö    | 1985                        | 39/16                | 2/3            |
| Ringsjön    | 2008                        | 40                   | 3              |
| Ljustadalen | 1996                        | 30                   | 3              |
| Sagsjön     | 1999                        | 14/9                 | 2/3            |

### Hinseberg
Anstalten Hinseberg öppnades 1956 och har sedan 1960 varit Sveriges största kvinnoanstalt, med 122 platser i säkerhetsklass 2. Anstalten är placerad omkring 30 km nordost om Örebro, i utkanten av Frövi. Frövi ligger i landskapet Västmanland och i Örebro län. Beroende på avdelning finns olika sysselsättningar för de häktade, inklusive textiltryckeri med möjlighet för utbildning samt verkstadssysslor som packning av skruvar. Det finns även utbildningsmöjligheter där de intagna kan studera på högstadie- och gymnasienivå.

### Ystad
Anstalten Ystad är en anstalt endast för kvinnor, med cirka 76 platser och säkerhetsklass 2. Anstalten byggdes 1985 för kvinnor såväl som män, men den har sedan en tid endast varit förbehållen kvinnor.

### Färingsö
Anstalten Färingsö öppnades 1985 och har sedan 1989 endast haft kvinnliga intagna. Anstalten har 39 platser på avdelningen med säkerhetsklass 2 och 16 platser i säkerhetsklass 3. Anläggningen befinner sig i Ekerö kommun utanför Stockholm. Färingsö var tidigare en del av den dåvarande öppna anstalten Svartsjö, men den fick 1985 namnet Färingsö i samband med dess öppnande.

### Ringsjön
Anstalten Ringsjön har plats för 40 kvinnliga intagna och har säkerhetsklass 3. Anläggningen öppnade den 3 mars 2008. Anläggningen lägger stort fokus på barnperspektivet, och det finns goda förutsättningar för barnen till klienterna att bo tillsammans med sina mödrar. För att barnet ska kunna vistas på anläggningen krävs en samverkan med socialtjänsten, vilka gör en lämplighetsutredning tillsammans med kriminalvården.

### Ljustadalen
Anstalten Ljustadalen är en mindre anstalt med plats för 30 kvinnliga intagna i säkerhetsklass 3. Från början öppnades anläggningen 1982 endast för män, men den har sedan 1996 endast varit en anstalt för kvinnor. Anläggningens fångar har sysselsättningar som trädgårdsarbete, städ och tvätt, olika handarbeten och förpackningsarbeten. Fångarna har även tillgång till storköksutbildning.

### Sagsjön
Anstalten Sagsjön är en liten anläggning med endast 14 platser i säkerhetsklass 2 och 9 platser med säkerhetsklass 3. Den ligger i Lindome söder om Göteborg. Anläggningen öppnades 1960, då med namnet Lindomeanstalten, som en öppen anstalt för både män och kvinnor. Sedan renoveringar 1999 har den omvandlats till en kvinnoanstalt, nu med namnet Sagsjön. Behandlingsanstalten inkluderar arbete som tvätt, städ, matlagning och montering. Det finns vuxenutbildning på högstadie- och gymnasienivå, samt utbildning i svenska för invandrare och läs- och skrivträning.